# 第二次长沙战役
第二次长沙战役（又称“第二次长沙会战”），指1941年（民国30年）9月至10月，抗日战争期间，以中国第九战区为主的部队在湖南省长沙地区对日本军队进行的防御战役；本次会战从1941年9月7日至10月9日结束，历时一个月。

## 背景
1941年1月16日，日本陆军中央部制定了《对华长期作战计划》，企图在年内在不减少现有兵力，对重庆国民政府采取高压的军事态势，利用国际形势变化尽早解决中国作战。1941年4月，阿南惟几制定了长沙作战计划，力图在现有兵力的情况下，最大可能的摧毁重庆政府战力。
1941年6月22日苏德战争爆发后，日本陆军中央部一方面抓紧作对苏战争的准备，驻守在长沙地区的日方华中派遣军一方面应付可能的北进入侵苏联作战，一方面加强湖南地区的作战准备。阿南惟几于九月上旬制定了针对国民政府第九战区薛岳部的作战计划，计划调集第十一军下辖的4个师团及一个战车联队共计四十五个步兵大队、二十六个炮兵大队约12万人的军力进击第九战区。根据日本派遣军的作战计划计划，阿南惟几制定了不以“占领地方”及“夺取物资”目的，而是摧毁第九战区薛岳部有生力量为目的的作战计划。其将主力并列于狭窄正面，纵深梯次配置，以第 3、第 4、第6师团主力及第 18混成旅团等部位于岳阳的桃林、西塘、新开塘地区，为第一梯队，直取长沙；第40师团和第33师团的两个联队位于临湘地区，为第二梯队，沿粤汉铁路两侧及长（沙）岳（阳）古道正面进攻长沙。 另外以第6师团的两个联队由忠防、西塘分两路向大云山实施包围，掩护主力部队集中和展开；以第14独立混成旅团从岳阳乘军舰渡洞庭湖向营田以西地区进攻，保障主力攻击部队右翼安全。
为确保第九战区，国民政府军事委员会下令第3、第5、第6战区对当面日军发起攻击，以牵制日军集中，但是未起到明显效果。第9战区除用相当兵力在赣北、鄂南、湘北袭扰日军后方外，由战区司令长官薛岳指挥，集中12个军33个师，一部在新墙河、汨罗江、捞刀河布防，一部在株洲地区机动， 采取逐次抗击日军进攻；诱日军在汨罗江以南、捞刀河两岸歼灭之。 

## 主要戰事
9月7日，日军第6师团两个联队分别由忠防、西塘地区出发，在飞机配合下从东、西、北三面扫荡大云山。国军第4、第58军的四个师进行英勇抗击。
8日，日军占领大云山。
9日，国军反击，日军不支退后。
16日，日军反击，重新占领大云山。
18日拂晓，日军主力在杨林以西20千米的狭窄地带强渡新墙河，遭中国第4、第58、第20军共六个师的阻击，但遭日军击溃。
19日，日军抵汨罗江北岸，随即分路强渡汨罗江，突破中国军队防线，守军溃退。
20日 日军破译第九战区薛岳电令汨罗江南岸四个师抵御日军，主力九个师从东侧围攻日军的作战电报。日军进行反迂回，意图围歼第九战区的精锐七十四军。
21日，日军全部渡过汨罗江，全速前进。然國軍仍顽抗于平江、金井一线，浏阳、株洲等地区的第9战区军队也依计划逐次加入战斗。第10、第37、第79军、暂编第2军从长沙以东正面迎击日军;第26、第72、第74军自浏阳方向侧击日军；第4、第20、第58军攻击日军后方。
22日，日军再次破获第九战区电报，调整战术，从左翼山中迅速突破，第九战区防线崩溃。
23日，第九战区二十六军被日军突围，在突围作战中受重大损失，日军各部向长沙进逼。
24、25日，薛岳下令放弃长沙，由七十四军逐次抵御撤退，日军第六师团向捞刀河谷进军，企图围困七十四军。
26日，七十四军与日军第6师团在捞刀河谷遭遇，双方爆发激战。后日军第3师团加入战斗，七十四军不支转进。
27日，日军第4师团渡过浏阳河，冲入长沙西北角，大部突入长沙。
28日，日军第4师团占领长沙，第3师团向株洲方面追击第9战区溃退部队。29日 日军占领株洲。然此後其他戰區的國軍採「圍魏救趙」的戰術，向日軍第11軍原根據地岳陽區域發動進攻，同時間也向日軍占領的湖北宜昌發起反攻，日軍剛佔長沙便趕緊北返回防。
10月6日，日军退至新墙河，双方回复战前对峙状态。

## 中方評論
此战历时33天，第9战区称击毙日军4.8万余人，击落飞机3架，击沉汽艇7艘。日军雖一度攻占长沙，然僅2天便因原根據地防務空虛回撤，国军趁勢收复失地，双方恢复战前状态，日军攻占长沙的计划宣告破滅。
據军令部长徐永昌在10月14日的日记中指出：“薛伯陵对外记者及武官谈话，发表湘北之役，敌遗尸四万一千余具云云，使本部战讯发布组大为作难。又据报，长沙外籍传教师语外记者及武官，敌人二十七日入长沙约两万人，留四日退去。又该访察团对湘北战颇感失望云。”
军令部次长林蔚向徐永昌转述从蒋介石那里听到的湘北真实情形后，徐永昌在10月25日日记写道：“一、湘北战之序幕，敌人扫荡大雪山时，战区所报我军如何转出反包围敌人等等，完全子虚，斯役我第四军吃亏极大。二、敌人打过汨罗江以后，我军已无有战斗力之军师。三、所报俘获敌人不到十个，枪许有几枝，余可想矣。”
由於長沙一度失陷，蔣介石對薛岳十分不滿，謂：「9 月27 日酉刻，敵軍陷長沙，實因薛伯陵〔岳〕擅將長官部撤至淥口，因之敵軍乘機竄入城內，直至29 日晚，夏楚中軍由嶽麓山陸續渡河，向長沙進攻，遭遇敵軍抵抗，方得證實長沙已有敵軍，而我高級指揮部之無膽識，其移動位置時，無一不違反軍事原則，殊堪痛心，此為國民革命軍自成立以來，未有之怪象也。」在南岳军事会议上，蔣又斥责第9战区“像這次長沙會戰，我們有這樣雄厚的兵力，有這樣良好的態勢，我們定可打敗敵人，定可俘獲敵人很多官兵，定可繳獲敵人無數軍械！即使沒有一萬俘虜，也應有一千！一千沒有，總要有一百！一百沒有，少而言之，也應有十人。”“丢尽了党国军人的脸面”。

## 日方評論
根据日方记录，“早渊支队……翌28日完全占领长沙……第十一军认为完全达到了作战目的，10月1日日落后，开始返回”，“作战结束后，军所报告的战果为：敌交战总兵力约五十万，遗弃尸体五万四千具，被俘四千三百人。日方损失：战死一千六百七十人（内将校一百二十二人）、负伤五千一百八十四人（内将校二百七十二人），去向不明者十四人，马匹战死一千一百六十八匹、负伤一千零九十二匹。”。但是日軍傷亡實際上很可能遠高於此，因為會戰期間國軍曾經反攻宜昌以牽制進犯長沙的日本第11軍，而駐防宜昌的第13師團主力約1.8萬人左右(該師團1941年兵力約為26,214人，參與進攻長沙之部隊約7,711人，故留守之師團主力兵力約1.8萬人，包含8個步兵大隊，戰鬥兵兵力約為1萬人)，經過10多日激戰，該師團處於覆滅邊緣，師團長內山英太郎一度下令燒毀第一線聯隊送回之軍旗與機密文件，並準備與各幕僚部長自殺，直至友軍來援方得以倖免，另根據侵華日軍老兵在戰後編寫的部隊史《若松聯隊回想錄》所載，在宜昌遭遇國軍圍攻的第13師團下轄步兵第65聯隊可確認陣亡人數為213名，包括軍官24名（含5名中隊長），然該聯隊在10月18日接收252名輜重兵補充人員（足見日軍在本次會戰前即準備大量補充人員，若以步兵第63聯隊的台兒莊戰鬥詳報為參考，一般步兵傷亡數量將是輜重兵數十倍，足見日軍為此役準備的補充人員人數十分可觀，且重傷致殘者以外的傷兵應不在補充範圍，然會戰前準備的補充人員數量仍不足以補齊本次會戰造成的大量缺額），12月31日接收補充人員13名（軍官與見習士官），隔年1月12日接收補充人員219名（一般步兵），4月4日接收數量不明的補充人員（考量輜重兵佔的兵力比例，極可能是數量為輜重兵10多倍的一般步兵），再考量輕傷者應不在補充範圍且重傷患應在這數個月內康復出院，該聯隊應多數人員於本次戰役遭國軍擊斃，陣亡總數必遠大於213名。而日軍獨立混成第9旅團下轄的獨立步兵38大隊大隊長也在參加第三次長沙會戰前根據此前經驗教訓，在戰前會議提到一個中隊(兵力約近200人)要有戰死35人可能的準備(以此推論本次會戰日軍正面進攻長沙之各步兵中隊應平均死傷6成)。同樣參與本次會戰的第116師團獨立山砲兵第2聯隊也在會戰結束後接收來自其他單位的數百名人員以維持補充人員到來前的兵力完整（以此推估該聯隊於此役陣亡與傷重致殘等永久性損失約為數百名之眾，可恢復之傷兵不考慮在內）。據此，日軍實際傷亡肯定遠超出公開數字。